# La Chapelle-en-Vercors
La Chapelle-en-Vercors è un comune francese di 792 abitanti situato nel dipartimento della Drôme della regione dell'Alvernia-Rodano-Alpi.

## Società

### Evoluzione demografica
Abitanti censiti